# Liste der Monuments historiques in Heilles
Die Liste der Monuments historiques in Heilles führt die Monuments historiques in der französischen Gemeinde Heilles auf.

## Liste der Bauwerke
| Bezeichnung                                                 | Beschreibung              | Standort | Kennzeichnung | Schutzstatus | Datum | Bild           |
| ----------------------------------------------------------- | ------------------------- | -------- | ------------- | ------------ | ----- | -------------- |
| Glockenturm und Portal der Kirche St-Martin                 | Mittelalter               | (Lage)   | PA00125663    | Inscrit      | 1993  | weitere Bilder |
| Schloss (auch auf dem Gebiet der Gemeinde Mouchy-le-Châtel) | Erbaut im 19. Jahrhundert | (Lage)   | PA60000078    | Inscrit      | 2009  | weitere Bilder |

## Liste der Objekte
| Bezeichnung                                                        | Beschreibung                             | Standort                       | Kennzeichnung | Schutzstatus | Datum | Bild |
| ------------------------------------------------------------------ | ---------------------------------------- | ------------------------------ | ------------- | ------------ | ----- | ---- |
| Glocke                                                             | Bronze, gegossen 1753                    | in der Kirche St-Martin (Lage) | PM60000911    | Classé       | 1993  |      |
| Kanzel                                                             | Holz, 1653                               | in der Kirche St-Martin (Lage) | PM60004365    | Inscrit      | 1993  |      |
| Skulptur Christus in Ketten                                        | Kalkstein, 16. Jahrhundert               | in der Kirche St-Martin (Lage) | PM60000910    | Classé       | 1912  |      |
| Skulptur Der heiliger Martin teilt seinen Mantel mit einem Bettler | Holz, polychrom gefasst, 16. Jahrhundert | in der Kirche St-Martin (Lage) | PM60004364    | Inscrit      | 1993  |      |
| Taufbecken                                                         | Stein                                    | in der Kirche St-Martin (Lage) | PM60004367    | Inscrit      | 1993  |      |
| Ehemaliges Friedhofskreuz                                          | Holz, bemalt                             | in der Kirche St-Martin (Lage) | PM60004366    | Inscrit      | 1993  |      |
| Skulptur Madonna mit Kind                                          | Kalkstein, 14. Jahrhundert               | in der Kirche St-Martin (Lage) | PM60000909    | Classé       | 1908  |      |
| Skulptur des heiligen Claude                                       | Holz, polychrom gefasst, 16. Jahrhundert | in der Kirche St-Martin (Lage) | PM60004363    | Inscrit      | 1993  |      |